# 社區工作
社區工作，亦稱為社區實踐或宏觀實踐，屬於社會工作的一個分支，其重點著眼於更大的社會制度和社會變革，並與美國社會工作的歷史根源息息相關。社區工作的領域包括社區組織、居民組織、社區建設，社會策劃，人類服務管理，社區發展，政策分析，政策倡導，評估，調解，電子倡導和其他較大的系統性干預。
儘管社區實踐與許多其他應用社會科學學科（例如城市規劃，經濟發展，公共事務，農村社會學和非營利組織管理）重疊，但其根源可追溯到1890年代。美國的社區工作社工通常擁有社會工作碩士（MSW）。美國有幾個提供社區實踐集中的MSW計劃，而許多其他MSW計劃提供一種或幾種類型的社區實踐的專業化知識，例如社會服務管理或政策分析。美國的社區從業人員專業團體是社區組織和社會管理協會（ACOSA），該協會出版了該領域的領先期刊《社區實踐雜誌》。

## 洆義
多數華人社會工作學者注意到社區工作這一概念存在廣義與狹義兩種含義。
廣義上的社區工作可以泛指在社區從事任何為人群的活動及服務，包含社區組織、社區發展與地區工作等意涵，及社區工作是聯繫協調社區內各相關服務機構，以謀求更完善的社區福利服務。
狹義上特指以社區為對像的社會工作介入方法。「透過組織社區內居民參與集體行動，去釐清社區需要，合力解決社區問題，改善生活環境及素質；在參與過程中，讓居民建立對社區歸屬感，培養自助、互助、及自決的精神；加強居民的社區參與及影響決策的能力和意識，發揮居民潛能，培養社區領袖才能，以達更公平、正義、民主及和諧的社會。」這也是目前華人社會工作者和社會工作教育者通用的定義。

## 理論模式
基於社區工作的應用性質，社區工作理論並不總被認為是必要的，甚至沒有被利用。儘管如此，仍有許多社區工作的理論模型指導社區工作者走向社會行動。這些理論模型已經從進步時代使用的原型理論發展到今天。 從珍·亞當斯（Jane Addams），貝西·麥克蘭漢（Bessie McClanehan），羅伯特·P·萊恩（Robert P. Lane），Murray Ross，Jack Rothman，Sam Taylor和Robert Roberts的工作綜合而成，[5]社區工作者 Marie Weil 和 Dorothy Gamble 構建出八種社區實踐的理論模型。
| 理論模型               | 理論性結果或目標                               |
| ---------------------- | ---------------------------------------------- |
| 鄰里和社區組織         | 直接的組織網絡並對外部發展產生直接和中等的影響 |
| 組織功能性社區         | 透過提供服務並改變社群意見以組織社會公義行動   |
| 社會，經濟和可持續發展 | 推廣在不損害資源的情況下把基層納入經濟增長     |
| 開展包容性計劃         | 擴展或為服務重新定向，以改善參與性             |
| 社會策劃               | 由鄰里，委員會或民選代表提倡的行動建議和行動   |
| 聯盟                   | 透過基層民眾相互結盟影響發展方向               |
| 政治和社會行動         | 著眼於改變政策的社會行動                       |
| 漸進式變革運動         | 為個人和地球健康發展提供新範例的行動           |

## 社區工作與微觀工作
從歷史上看，社會工作被分為兩類：微觀工作和宏觀工作。儘管這兩個領域的技能常常重疊，但微觀工作者通常專注於與個人合作，而宏觀工作者通常致力於在較大的社會，政治或社區系統中創造變化。社區工作中看到的宏觀社會工作專才通常包括：社區組織者，政治組織者，籌款人，項目經理和社區教育者。結合微觀和宏觀方面的工作有時會被稱為「中庸實踐」。中庸實踐可以通過結合宏觀工作和微觀工作來定義，相對於宏觀工作通常側重於政策或系統性的變化，中庸實踐更著眼於介入較小的團體或系統，而一些研究人員和從業人員則認為，中庸實踐更多地側重於鄰里和社群層面的改變。由於宏觀工作與中庸實踐之間經常存在重疊，因此有人認為，中庸實踐是宏觀社會工作中的一個子類別。儘管它在社會工作實踐中所佔比例較小，但它代表了一套有效連接部份微觀和宏觀工作的方法。

## 實例

### 地區工作
地區工作是社區工作的一種，分區服務上情下達、下情上達，作為橋樑。地區主任辦公室位於各分區社會福利組織或區議員辦事處等，方便與坊眾溝通。

### 社區照顧
社區照顧是一種基於人本主義理念的社會工作模式，使得案主在熟悉的生活環境中，享受便利的服務，並且避免因被貼上“弱者”標簽而產生心理負擔。分為在社區照顧，為社區照顧和整合式社區照顧模式。

## 誤用
華文學界一直因翻譯問題誤會美國社工教育課程委員會於1962年正式將「社區工作」納入社會工作的基本方法中，成為與個案工作、團體工作（小組工作）並列的社會工作三大工作方法之一。事實上，這裡的「社區工作」指的是社區組織（英文：Community Organization）。而更重要的是，在1969年起，美國社工教育課程委員會亦從此再不列出任何特定工作方法，轉為提供專項分類。